# Reshma Qureshi
Reshma Qureshi (Mumbai, 1996) es una modelo, vlogger y activista anti-ácido india. En India es la cara de Make Love Not Scars (Haz el amor, no cicatrices), ONG dedicada a acabar con los ataques con ácido y la venta de este producto en la India. Después de su campaña en esta ONG, participó en la Fashion Week de Nueva York en 2016.

## Biografía
Qureshi nació en Mumbai (India), en 1996, y es la menor de siete hermanos. Su padre es taxista. Estudió en la escuela pública y pasó el examen 10th std en Uttar Pradesh Board.
A los diecisiete años, en mayo de 2014, el exmarido de su hermana Gulshan la atacó con ácido, desfigurando su rostro. Después de varias operaciones, entró en una depresión al ver su rostro, se encerró en casa e incluso dice haber considerado el suicidio.
Su situación mejoró cuando conoció a Ria Sharma, fundadora de Make Love Not Scars, ONG dedicada a ayudar a las víctimas por ácido. Fue la cara de su campaña e hizo numerosos vídeos en los que explica que es más fácil conseguir ácido y lanzarlo sobre alguien que encontrar el pintalabios perfecto.
En 2016 fue invitada a desfilar en la Fashion Week de Nueva York por FTL Moda, una marca que lleva años luchando contra los estereotipos de las pasarelas. Desde entonces, su historia se volvió viral y miles de personas han firmado la petición de la ONG.

## Ataque

### Desarrollo
Un año antes del ataque, la hermana mayor de Qureshi, Gulshan, había dejado a su marido por violencia de género y se había ido de la casa que compartían, llevándose consigo a su hija de dos años. Su marido se negó a entregarle la custodia de su hijo mayor y Gulshan lo había denunciado por secuestro.
El 19 de mayo de 2014, Qureshi y su hermana cogieron el tren hacia Prayagraj en Uttar Pradesh para hacer el examen de Alim, un curso basado en la comprensión del Corán. El exmarido de Gulshan y otros tres hombres les atacaron y la mayor reconoció inmediatamente la botella que llevaban. Gulshan intentó quitarle el recipiente a su expareja, salpicándose las manos y la espalda con ácido. Sin embargo, los hombres persiguieron a Reshma y vertieron los restos de líquido en su rostro.
Fue trasladada al hospital, pero no recibió un tratamiento completo, puesto que este es muy caro.

### Recuperación
La cirugía para reconstruir el tejido facial tiene un coste muy elevado en India, a pesar de que estos ataques son comunes y afectan a muchas mujeres en el país. En 2016, la familia de Qureshi ya había invertido Rs 5 lakhs (7.500 dólares) y calculaba un gasto de Rs 10-12 lakhs (15.000-18.000 dólares). Aunque en algunos casos el gobierno paga parte del tratamiento, este no fue el caso de Qureshi, quien tuvo que recurrir a donaciones en línea para reunir el dinero necesario.
Reshma pudo hacerse la cirugía necesaria (reparar los músculos alrededor de la boca), pero perdió el ojo izquierdo, el derecho lo tiene parcialmente cerrado y sufre constantes infecciones y las cicatrices de su rostro nunca desaparecerán del todo.

## Activismo

### Make Love Not Scars
La ONG Make Love Not Scars pretende limitar la venta de ácido (actualmente se puede conseguir en cualquier supermercado y su precio, según dice la propia Qureshi, es el mismo o menos que un pintalabios) y aplicar penas más duras a quienes lo usen para agredir a otras personas.
Reshma entró en la ONG gracias a su fundadora, Ria Sharma, quién busca ayudar a las víctimas por ácido a volver a insertarse en la vida social. Esta fue un gran apoyo para ella y la ayudó a superar la depresión en la que entró después del ataque.
Qureshi empezó a colaborar activamente en la ONG, siendo la cara de una campaña que duró meses. Protagonizó una serie de vídeos titulados: Beauty tips by Reshma (consejos de belleza de Reshma), imitando los numerosos tutoriales de belleza y recordando lo fácil que es lanzar ácido contra alguien. Estos vídeos se hicieron virales y en 2016 FTL Moda la invitó a participar en la Fashion Week de Nueva York.

### Fashion Week de Nueva York
FTL Moda, una marca que apuesta por renovar el concepto de belleza, invitó a Reshma a desfilar en la Fashion Week de Nueva York, vestida por la modista Archana Kochhar, también de la India.
Su desfile fue un éxito, según la mayoría de titulares y mostró al mundo un problema muy extendido en India.